# Jelcz
Jelcz est un constructeur polonais de camions, bus et trolleybus basé dans la ville Jelcz-Laskowice dans le district d'Oława (Basse-Silésie).
Depuis sa création et jusqu'en 2001, les camions et les autobus portant la marque JELCZ ont été fabriqués par Jelczańskie Zakłady Samochodowe Jelcz S.A. puis par ses filiales. La production des bus a pris fin en 2008 et celle des camions est poursuivie par Jelcz S.A., anciennement Jelcz - Komponenty SA. La société est détenue à 100 % par Huta Stalowa Wola SA. Il s'agit principalement de véhicules militaires, camions et autres engins spécialisés. La société appartient au groupe d'État polonais Polska Grupa Zbrojeniowa.

## Histoire

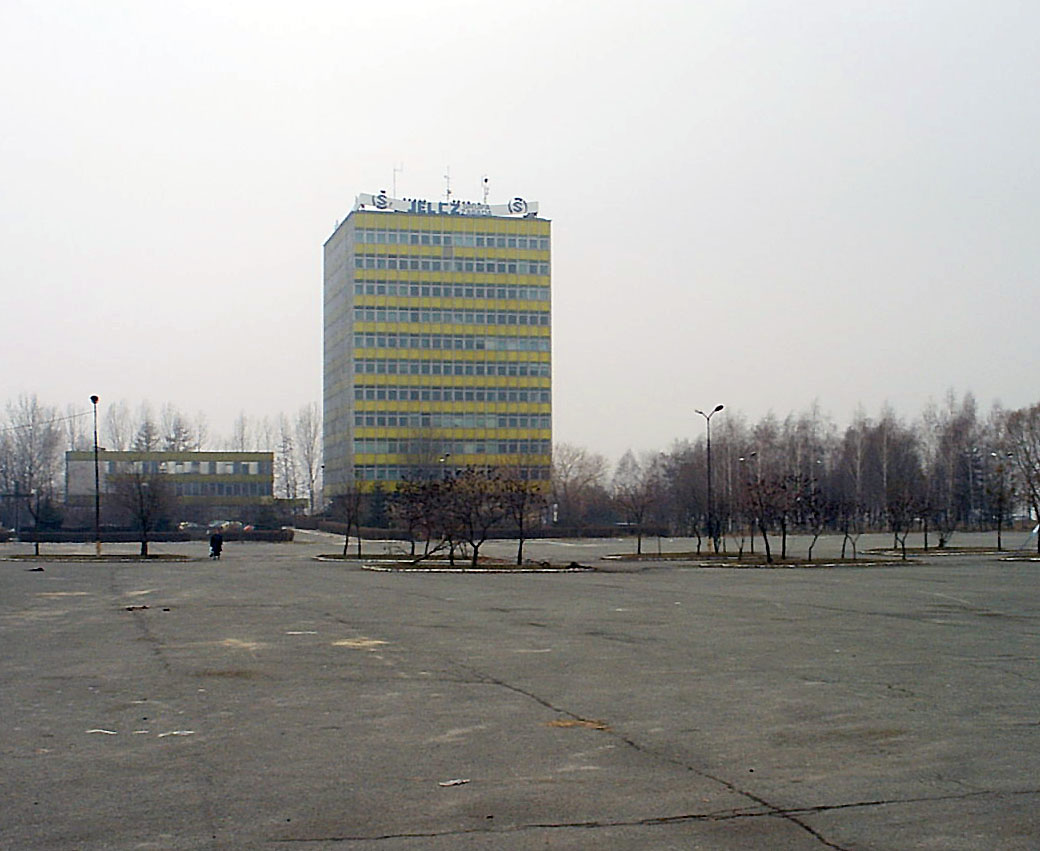
Siège social de l'entreprise Jelcz

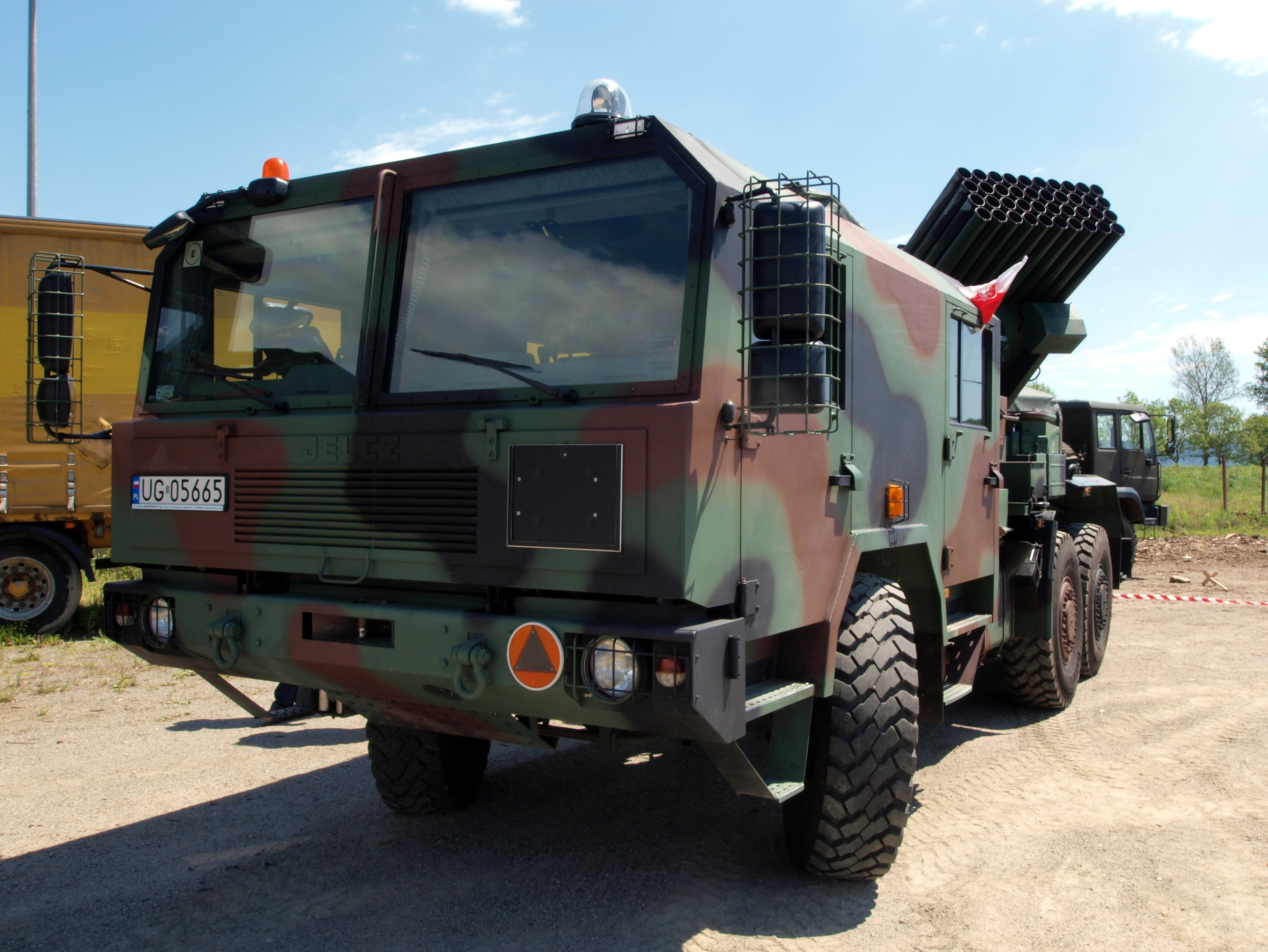
Jelcz P662 D34 de Jelcz WR-40 Langusta

### Histogramme de la société
En 1952, le gouvernement polonais décide d'utiliser l'ancienne usine d'armement allemande Bertha Werke dans la ville de Jelcz-Laskowice dans le comté d'Oława pour la production d'autobus. La société Zakłady Budowy Nadwozi Samochodowych (Usine de carrosserie automobile) est créé. Les premiers modèles furent les camions FSC Lublin-51 et sous licence Star.
Après la reconstruction de l'usine en 1958, la compagnie a commencé à développer et à construire des autobus et des camions jusqu'en 1995, date à laquelle la raison sociale et la marque deviennent Jelcz SA.
En 2001, la société est éclatée en 3 divisions indépendantes :
- Zakłady Samochodowe Jelcz Spółka Akcyjna chargée de la production d'autobus, (2001-2008),
- Jelcz - Samochody Ciężarowe SA pour la production de camions, (2001-2004),
- Jelcz - Komponenty SA pour la production de pièces de rechange et sous-ensembles, (2001-2004) et de véhicules militaires (2004-2012).

En 2008, l'entreprise a arrêté la production de véhicules de transports en commun, autobus et trolleybus.
En 2012, Jelcz - Komponenty SA devient Jelcz SA et se concentre exclusivement sur la production de camions et autres engins militaires.

### Les origines de la marque Jelcz (1952 - 1964)
L'un des premiers véhicules développés par la société "ZBNS" était un bus nommé «Stonka». Il était construit sur la base du châssis du camion Star 20, capable de transporter 25 passagers. Les conditions de voyage n'étaient pas les meilleures, mais en raison de l'absence d'autres moyens de transport, c'était la solution la plus sûre pour le transport de personnes en lieu et place des camions ordinaires. La production de ces véhicules a commencé en 1954. Le Star "Stonka" était principalement utilisé pour le transport des travailleurs.
Considérant que le "Stonka" ne pouvait être qu'un modèle temporaire, un véritable autobus a été développé à Jelcz, dont la construction était également basée sur des bases similaires. En mai 1955, le prototype d'un bus interurbain appelé Star Jot 55 est présenté. Cependant, l'autorisation de fabriquer le "Jot 55" n'a pas été donnée car il n'a été estimé  nécessaire de produire simultanément deux types d'autobus de taille similaire. Le besoin de disposer d'un autobus de 50 places était vraiment impératif. L'étude pour la construction d'un tel véhicule a été lancée par "BKPMot" à Varsovie. En 1957, un prototype appelé Odra A-81, basé sur le camion Zubr A80. De gros problèmes liés à l'usine où serait fabriqué le modèle et le fait que le prototype n'ait pas fait l'objet d'une mise au point permettant une mise en production rapide, a fait que les autorités ont décidé d'acheter une licence étrangère. Le 6 décembre 1958, un contrat de licence pour la production du Škoda 706 RTO avec une carrosserie Karosa est signé.
Dans le cadre de la préparation de cette production, ZBNS fusionne avec les sociétés de réparation d'automobiles à Jelcz. La nouvelle société est baptisée Jelczańskie Zakłady Samochodowe.
La première série de 20 autobus a été assemblée à partir de pièces expédiées de l'usine Karosa à la fin de 1959 (certaines sources limitent à 4 exemplaires assemblés cette année). Ils ont reçu la marque JELCZ. L'année suivante (1960), 202 véhicules ont été fabriqués. La production a progressivement augmenté, visant un objectif de 1 500 unités par an. Peu à peu, l'importation des composants de carrosserie a été abandonnée tandis que le châssis complet était importé de Tchécoslovaquie.
En 1963, Jelczańskie Zakłady Samochodowe a commencé à produire une variété d'autobus urbain Jelcz. Le Jelcz 272 MEX était équipé de deux portes à commande pneumatique.  La distribution des sièges a été modifiée pour augmenter le nombre de passagers et faciliter la sortie. Le bus pourrait accueillir 81 passagers, dont 28 assis. La ventilation et le chauffage ont été renforcés mais les soutes à bagages ont été supprimées. La vitesse maximale était limitée à 60 km/h.
La société des transports urbains de Varsovie, qui souffrait cruellement du manque de conducteurs, a voulu faire construire un bus articulé pour transporter beaucoup plus de passagers. En juillet 1963, la décision est prise d'utiliser deux autobus Jelcz endommagés. En octobre, le prototype était prêt et la production des autobus articulés Jelcz AP 02 a commencé. Le véhicule pouvait transporter 154 passagers, dont 34 assis, sa longueur totale était de 17,75 mètres et son poids à vide était de 12.840 kg.
Jelcz a également fabriqué en petite quantité une version touristique Lux 014 pour 33 passagers.
À partir de 1960, en complément de la production d'autobus, des camions ont aussi été fabriqués et notamment :
- Zubr A80 - (1960-68) premier camion de la marque de 8 tonnes de charge utile,
- Jelcz 315 - (1966) premier camion Jelcz - dérivé du Zubr A80,
- Jelcz 317 - (1968) tracteur pour semi-remorques dérivé du Jelcz 315.
- Jelcz 318 - (1972) version 6x2 du Jelcz 315, à l'italienne avec l'essieu ajouté autodirectionnel et relevable,
- Jelcz 420 - développé chez JZS en 1978 - camion de 8 tonnes dont la production a débuté en 1980. Tous les camions Jelcz qui suivront sont dérivés des séries 400 et 600.

À cette époque, Jelcz travaillait sur un autobus de grande taille étudié et fabriqué par des équipes nationales. Un bus touristique très original appelé "Odra 042" a été présenté en 1964. L'Université de technologie et l'Académie des beaux-arts de Wroclaw ont participé au développement de ce véhicule. La mise au point du prototype n'a duré que 8 mois mais, malgré une esthétique agréable, ce bus n'a pas été fabriqué.

### Les productions d'autobus 1965 à 1975
Dans le cadre de l'économie programmée par l'Etat, il n'y avait pas de place pour les petits autobus. Les ingénieurs de Jelcz ont tenté de construire ce type de véhicule en utilisant les composants Star et Jelcz. En 1965, le véhicule MAT Ołekka, petit autobus de tourisme, est présenté. La carrosserie de l'Oławka était très semblable aux Jelcz PO-1 et Jelcz 014. Contrairement au Jelcz, le châssis était intégralement intégré dans la carrosserie du véhicule. La mécanique, la suspension, les freins et la direction provenaient du Star 25. Cet autobus de luxe permet de transporter 24 passagers. Le problème principal était le poids de 4.480 kg qui, avec un moteur de seulement 77 kW, était très pénalisant. Malgré de nombreux acheteurs potentiels, la production en série n'a jamais été lancée.
En septembre 1965, "Jelczanski Zakłady Samochodowych" fêtait son 5.000e autobus.
Après avoir maîtrisé la production de nombreux types d'autobus, les conditions étaient créées pour se lancer à l'exportation. Jelcz a préparé des versions spéciales adaptées aux exigences des pays étrangers visés, notamment en Europe de l'Est. En 1968, pour l'exportation vers la RDA, une nouvelle version de l'autobus 046 a été présentée et un an plus tard, les variantes 043 E et 021 E.
Bien que les autobus produits sous licence tchécoslovaque aient été constamment modernisés, Jelcz a décidé en 1968/1969, de mettre à l'étude son propre design d'autobus urbain de grande capacité. Le prototype de ce véhicule "039" a été construit en 1970. Il a une capacité pour transporter 120 passagers. Dans le domaine des autobus interurbains, un nouveau châssis a été développé par Jelcz, en utilisant comme base les châssis des camions nationaux. Le prototype du bus "Jelcz II" a été construit en 1971, quasiment identique à l'extérieur au type "043", a été nommé "044" équipé d'un moteur injection directe type SW 680/55 6 cylindres en ligne de 11 litres et développant 147 kW à 2 200 tr/min, fabriqué par WSK Mielec sous licence Leyland. Le premier lot d'environ 100 autobus Jelcz II a été fabriqué en 1974/1975.
En 1972, le gouvernement polonais a adopté une résolution pour lancer la production d'autobus de grande capacité. En raison de l'absence d'une solution nationale viable, il a été décidé d'établir une coopération avec une entreprise étrangère pour accélérer la mise ne fabrication. Les premiers contacts ont été menés avec le constructeur tchèque Karosa et le hongrois Ikarus, mais aucun accord n'a été trouvé. D'autres constructeurs ont été approchés : Berliet, FIAT, KHD, Hino, Leyland et Pegaso. La seule contrainte imposée aux concurrents était l'utilisation du moteur déjà fabriqué en Pologne sous licence Leyland. Le seul constructeur ayant accepté cette imposition fut la société française Berliet de Vénissieux près de Lyon. Le contrat de licence a été signé le 1er août 1972.
Pour s'imposer face à ses concurrents, Berliet a offert son dernier modèle de bus urbain, le PR 100 et a développé un modèle adapté aux contraintes de l'utilisateur polonais. L'objectif de production a été fixé à 5.000 exemplaires par an. En décembre 1972, les 20 premiers "PR 100" ont été assemblés. Le constructeur français a bénéficié d'une extraordinaire dérogation en ne devant respecter que la Norme A qui fixait le taux d'intégration polonais à seulement 5 % de la valeur du véhicule, au lieu de 65 %.
Le Jelcz PR100 n'a pas eu le succès escompté auprès des sociétés de transport urbains polonaises, bien au contraire, il y eut un véritable rejet du modèle. Il ne pouvait transporter que 97 passagers et la montée et la descente ne pouvaient s'opérer que par deux portes. Berliet dut immédiatement reprendre son projet pour moderniser l'autobus. Les Polonais ont exigé l'adjonction d'une troisième porte centrale et l'augmentation de la fiabilité générale et surtout de la transmission.
Les deux premiers prototypes du nouveau véhicule baptisé PR110 ont été produits en 1975. Un prototype a été testé en France, l'autre en Pologne. La même année, la fabrication du Jelcz PR110 U (U-Urbain) a été lancée en série. Au total, ce ne sont pas moins de 1.901 points structurels qui seront modifiés entre 1976-1981. Le Jelcz PR110 U a été fabriqué sous licence française jusqu'en 1983, date à laquelle la licence a expiré. Après 1983, le bus a été produit sous un nouveau nom, Jelcz PR110 M sans modifications importantes. Entre 1976 et 1992, environ 12 000 exemplaires de PR110 ont été produits, soit 7,5 fois moins que les objectifs initiaux.

### La production des autobus après 1975
- 1975 - début de la production du bus urbain Jelcz PR110 U, sous licence Berliet,
- 1978 - début de la production de la version banlieue Jelcz PR110 IL avec des sièges plus confortables et des rideaux aux fenêtres. Il dispose de deux portes, la porte d'accès avant à ouverture pneumatique, la porte arrière de secours à ouverture manuelle.
- 1979 - lancement de la production du Jelcz 080 avec la carrosserie raccourcie du PR100, 8 mètres au lieu de 12, sur un châssis et la mécanique du camion Star 200. Autobus de banlieue mais aussi scolaire avec 31 sièges.
- 31 août 1980 - Jelczańskie Car Works strike.
- 1982 - lancement de la version modernisée Jelcz PR110 M avec 74 places debout et 36 assises et moteur inchangé de 185 ch.
- 1983 - début d'assemblage du modèle d'autobus articulé Ikarus-Zemun IK160P. Les carrosseries sont fabriquées dans l'usine yougoslave de Zemun près de Belgrade. Le moteur polonais WSK Mielec SW 680/56/4 avec une puissance maximale de 136 kW (185 ch) a été équipé d'une transmission manuelle à 6 vitesses du FPS Tczew type S6-90. L'usine de Jelcz-Laskowice n'a réalisé que l'assemblage final du bus. Expiration de la licence Berliet PR100.
- 1984 - lancement de la production de l'autobus de ligne Jelcz PR110 D avec une face avant totalement différente de la série PR100.
- 1985 - En raison de la crise économique et de l'impossibilité de développer la production du châssis "PR110", il a été décidé de commencer la production du modèle urbain M11 à partir de châssis hongrois Csepel/Ikarus 268.88 importés. Autobus de 11 mètres avec un moteur hongrois Rába 6 cylindres, 10,3 litres développant 192 ch DIN avec une capacité de 100 passagers. Le moteur était situé au centre du véhicule, sous le plancher entre les essieux.
- 1987 - le modèle L11 a été présenté, similaire au M11, mais en version ligne. À partir de 1988, la porte centrale a été supprimée et il a été souvent été appelé L11/2.
- 1989 - remplacement du PR110 T par le T120 disposant d'un moteur plus puissant de 260 ch. Fin de la production L11.
- 1990 - Fin de la production du M11.
- 1991 - Lancement du 120MM/1 équipé du moteur MAN de 6,9 litres développant 230 ch, Euro 1, avec une transmission automatique ZF ou Voith.
- 1992 - JZS crée une coentreprise avec Volvo qui donne naissance au Jelcz M180, basé sur le châssis du Volvo B10M et une carrosserie Steyr. La société a été très vite dissoute et la production du M180 s'est achevée après 8 exemplaires fabriqués. Fin de la production des PR-110D et PR-110M.
- 1993 - Les modèles 120M et 120MM/1 sont équipés d'un accès handicapé. Lancement de la version M du T120, le T120M équipé du moteur MAN de 10,0 litres développant 320 ch,
- 1994 - Début de la production du Jelcz M121M, le premier bus à bas coût produit en Pologne.
- 1994 - privatisation de JZS.
- 1995 - lancement du T120M, version modernisée du T120 disponible avec un moteur Mercedes-Benz 6 cylindres de 12,0 litres développant 300 ch, baptisé T120MB.
- 2 janvier 1995 - Jelczańskie Zakłady Samochodowe, privatisée en 1994 change de dénomination sociale en Jelczańskie Zakłady Samochodowe JELCZ SA. Le 15 mars 1995 Sobieslaw Zasada Centrum SA (aujourd'hui Zasada SA) rachète la société.
- 1995 - lancement de la version articulée du M121, le M181MB avec un moteur de 300 ch et une capacité de 180 places, dont 50 assises,
- 1997 - lancement du M181 articulé avec moteur MAN, le M181M, avec un moteur de 6,9 litres Euro 2 développant 260 ch, puissance insuffisante pour un bus articulé,
- 1998 - début de la production du Jelcz M125M Dana - véhicule entièrement nouveau avec un plancher bas sur toute la longueur à 340 mm, capacité 100 places dont 31 assises avec un moteur MAN de 6,9 litres développant 220 ch, transmission automatique Voith à 3 vitesses ou ZF 5 vitesses.
- 1998 - début de la production de l'autocar de tourisme haut de gamme (HD) Jelcz T123 Ewa qui sera renommé en 1999 T120/2 Ewa puis T120/3 Ewa. Capacité 47 sièges avec une soute de 7,7 m³. Moteur Mielec Euro 2, 6 cylindres de 11,1 litres développant 320 ch ou Mercedes-Benz Euro 2, 6 cylindres de 12,0 litres de 300 ch.
- 1999 - début de la production du minibus urbain de 7,7 mètres M081MB Edi, construit sur le châssis du camion Mercedes-Benz Vario.
- 1999 - dans le cadre de la réforme de l'éducation, Jelcz lance les autobus scolaires L081MB Kajtek - basé sur le L081MB Edi, L120 Graduate basé sur la L120, le T120 Primus basé sur la T120, et une nouveauté le midibus L090M As d'une longueur de 9,4 mètres dont la carrosserie est unifiée avec le T120, mais les portes (éventuellement un ou deux) provenant de l'ancien modèle PR-110T, construit sur un châssis de camion Star 12.155.
- 2000 - début de la production du midibus Jelcz L100/L100I de 10,1 mètres, équipé du moteur Iveco Euro 2, 6 cylindres de 7,7 litres développant 221 ch.
- 26 juin 2001 - la société JELCZ SA est divisée en 3 filiales :
  - Car Jelcz Joint Stock Company destinée à la production d'autobus,
  - Jelcz - Samochody Ciężarowe SA. pour la production de camions,
  - Jelcz - Komponenty SA. pour la production de pièces détachées et de sous-ensembles, et depuis 2004, de véhicules militaires.
- 2002 - lancement du bus urbain Jelcz M101I/3, d'une longueur de 10,0 mètres et un plancher très bas, équipé d'un moteur Iveco Euro 3 de 176 kW.
- 2002 - production du prototype du Jelcz M125M/4, avec un moteur MAN fonctionnant au gaz naturel comprimé. Le bus a des bouteilles de gaz placées sur le toit.
- 2003 - modernisation du 120M avec la disponibilité des moteurs MAN M120M ou Iveco M120I.
- 2006 - lors du Transexpo de Kielce, présentation du minibus urbain Jelcz M083C Libero.
- 10 janvier 2008 - le tribunal de commerce de Wroclaw déclare la faillite de l'entreprise, sans mise en liquidation immédiate.
- 29 octobre 2008 - Le dernier bus de la marque Jelcz est produit, c'est un Jelcz M083C.

## La filiale poids lourds
À partir de 1960, la société a aussi fabriqué des poids lourds, en faible quantité. Après l'arrêt de la production des autobus, elle s'est convertie dans la fabrication d'engins motorisés pour l'armée.
- 2010 - Jelcz (Jelcz Komponenty) produit uniquement des camions (plates-formes pour l'armée, châssis pour les lanceurs Langust).
- 2010 - Premier camion conçu et construit en Pologne avec système d'entraînement 8x8 Jelcz P882 D.43 - Jelcz 800.
- 2 avril 2012 - rachat de 100 % des actions de Jelcz-Komponenty par H.S.W. - Stalowa Wola Steelworks, filiale de la holding d'État de l'armement Polska Grupa Zbrojeniowa.
- 2013 - Contrat pour 910 Jelcz 442.32 pour les Forces armées de la République de Pologne (date d'achèvement du contrat: 2018).
- 9 avril 2014 - 9 avril changement de nom de société Jelcz-Komponenty en JELCZ SA
- 2014 - Lancement de la deuxième ligne de montage pour Jelcz 442.32.

La société Jelcz-Komponenty conserve tous les documents techniques et les droits de fabrication des autobus.
Entre 1954 et 2008, Jelcz a produit environ 250 000 camions et autobus.
Depuis 2003, les camions Jelcz-Komponenty ont été fabriqués en petit nombre pour les besoins de l'armée polonaise, principalement des véhicules lourds. En 2005, 39 véhicules ont été produits, en 2006 : 66, en 2007 : 103 et en 2008 : 90. En 2013, la société a remporté l'appel d'offres lancé par l'armée polonaise, un contrat portant sur 910 exemplaires du Jelcz 442.32.

## Camions militaires actuels
- Jelcz 663.32
- Série Jelcz 400
- Jelcz 442.32
- Jelcz C642 C662
- Jelcz P662
- Jelcz S662
- Série Jelcz 800

## Autobus
- Bus locaux
  - Jelcz L081MB
- Remorque d'autobus
  - Jelcz PO-1
- Autobus urbains
  - Jelcz M081MB
  - Jelcz M083C
  - Jelcz M125M/4 CNG
  - Jelcz M101I
  - Jelcz M120I/120M/4 CNG
  - Jelcz M121I
  - Jelcz M181
- Autobus de tourisme
  - Jelcz T081MB

## Modèles historiques

### Autobus
- Autocars longues distances
  - Jelcz 014 Lux
  - Jelcz D120
  - Jelcz PR110D
  - Jelcz T120/3
  - Jelcz MAT Oławka
- Autocars de ligne
  - Jelcz L11
  - Jelcz 120M/MM
- Autobus urbains
  - Jelcz 021
  - Jelcz 039
  - Jelcz 120M/3/MB/MD/MM/MV
  - Jelcz 272 MEX
  - Jelcz AP-02
  - Jelcz M070 prototype
  - Jelcz M11
  - Jelcz M120NM prototype
  - Jelcz M121M/MB
  - Jelcz M180/B10M
  - Jelcz M181M/MB
  - Jelcz M182MB
  - Jelcz PR100
  - Jelcz PR110/MM
- Autobus interurbains
  - Jelcz 043
  - Jelcz 080
  - Jelcz L11
  - Jelcz L120
  - Jelcz PR110D
  - Jelcz T120
  - Jelcz T120M
  - Jelcz T120MB
- Autobus de tourisme
  - Jelcz T120
  - Jelcz PR110D/T prototype

### Poids lourds
- - Zubr A80
  - Série Jelcz 300 - 315/316/317/325
  - Série Jelcz 410 - 415/416/417/620
  - Jelcz 422/423
  - Jelcz 622
  - Jelcz 640
  - Jelcz 800
- Camions de pompiers
  - Jelcz 001
  - Jelcz 002
  - Jelcz 028
  - Jelcz 003
  - Jelcz 004
  - Jelcz 005
  - Jelcz 006
  - Jelcz 007
  - Jelcz 008
  - Jelcz 010
  - Jelcz 011
  - Jelcz 014
  - Jelcz 015
  - Jelcz 020
  - Jelcz 022
  - Jelcz 024
  - Jelcz 032